# Copa de Campeones de América 1963
La Copa de Campeones de América 1963 fue la cuarta edición de la actualmente denominada Copa Conmebol Libertadores, torneo de clubes más importante de América del Sur, organizado por la Confederación Sudamericana de Fútbol. Participaron equipos de ocho países sudamericanos: Argentina, Brasil, Chile, Colombia, Ecuador, Paraguay, Perú y Uruguay. Como en los certámenes anteriores, Venezuela no envió representante. Tampoco lo hizo Bolivia, ya que el campeonato local de 1962 fue suspendido por la federación para permitirse más tiempo para organizar el Campeonato Sudamericano 1963, que se iba a llevar a cabo en el país.
El campeón fue nuevamente Santos de Brasil, que alcanzó de esta manera su segundo título en la competición. Derrotó en las dos finales a Boca Juniors de Argentina, siendo el primer club que logra ser campeón ganando los dos partidos decisivos. Por ello, disputó la Copa Intercontinental 1963 contra Milan de Italia y se clasificó a las semifinales de la Copa de Campeones de América 1964.

## Formato
Los 8 equipos clasificados desde las competiciones locales iniciaron el torneo disputando la Fase de grupos, siendo divididos en tres grupos, dos de 3 equipos y el restante conformado por solo 2. El ganador de cada zona accedió directamente a las semifinales, donde se les unió el campeón de la edición anterior.
|                            |                            | Equipos que entran en esta fase                                                     | Equipos que provienen de la fase anterior |
| -------------------------- | -------------------------- | ----------------------------------------------------------------------------------- | ----------------------------------------- |
| Fase de grupos (8 equipos) | Fase de grupos (8 equipos) | - 1 equipo de Argentina, Brasil, Chile, Colombia, Ecuador, Paraguay, Perú y Uruguay |                                           |
| Fases finales (4 equipos)  | Fases finales (4 equipos)  | - 1 equipo, campeón de la Copa de Campeones de América 1962                         | - 3 equipos primeros de la Fase de grupos |

## Equipos participantes
En cursiva los equipos debutantes en el torneo.
| País                                       | Equipo               | Vía de clasificación                                                                        |
| ------------------------------------------ | -------------------- | ------------------------------------------------------------------------------------------- |
| Argentina 1 cupo                           | Boca Juniors         | Campeón del Campeonato de Primera División 1962                                             |
| Brasil 1 cupo + campeón vigente de la copa | Santos Botafogo      | Campeón de la Copa de Campeones de América 1962 Subcampeón del Campeonato Brasileño de 1962 |
| Chile 1 cupo                               | Universidad de Chile | Campeón del Campeonato de Primera División 1962                                             |
| Colombia 1 cupo                            | Millonarios          | Campeón del Campeonato Colombiano 1962                                                      |
| Ecuador 1 cupo                             | Everest              | Campeón del Campeonato Ecuatoriano de 1962                                                  |
| Paraguay 1 cupo                            | Olimpia              | Campeón del Campeonato Paraguayo de 1962                                                    |
| Perú 1 cupo                                | Alianza Lima         | Campeón del Campeonato Peruano de 1962                                                      |
| Uruguay 1 cupo                             | Peñarol              | Campeón del Campeonato Uruguayo de 1962                                                     |

### Distribución geográfica de los equipos
Distribución geográfica de las sedes de los equipos participantes:

## Fase de grupos
Santos, como campeón de la Copa de Campeones de América 1962, inició su participación desde semifinales. Los otros 8 equipos participantes se distribuyeron en 3 grupos, 2 de ellos conformados por 3 equipos, y otro por solo 2, donde se enfrentaron todos contra todos. El primero de cada uno de ellos pasó a las semifinales.

### Grupo 1
| Equipo       | Pts. | PJ | PG | PE | PP | GF | GC | DG |
| ------------ | ---- | -- | -- | -- | -- | -- | -- | -- |
| Botafogo     | 8    | 4  | 4  | 0  | 0  | 5  | 1  | 4  |
| Alianza Lima | 3    | 4  | 1  | 1  | 2  | 2  | 3  | –1 |
| Millonarios  | 1    | 4  | 0  | 1  | 3  | 0  | 3  | –3 |

| \| Fecha \| Lugar \| Local \| Resultado \| Visitante \| \| ------------- \| -------------- \| ------------ \| ------------- \| ------------ \| \| 24 de abril \| Lima \| Alianza Lima \| 0:0 \| Millonarios \| \| 26 de mayo \| Bogotá \| Millonarios \| 0:1 \| Alianza Lima \| \| 30 de junio \| Lima \| Alianza Lima \| 0:1 \| Botafogo \| \| 7 de julio \| Bogotá \| Millonarios \| 0:2 \| Botafogo \| \| 24 de julio \| Río de Janeiro \| Botafogo \| 2:1 \| Alianza Lima \| \| No se disputó \| Río de Janeiro \| Botafogo \| GP:PP[Nota 1] \| Millonarios \| |                |              |           |              |
| Fecha | Lugar          | Local        | Resultado | Visitante    |
| 24 de abril | Lima           | Alianza Lima | 0:0       | Millonarios  |
| 26 de mayo | Bogotá         | Millonarios  | 0:1       | Alianza Lima |
| 30 de junio | Lima           | Alianza Lima | 0:1       | Botafogo     |
| 7 de julio | Bogotá         | Millonarios  | 0:2       | Botafogo     |
| 24 de julio | Río de Janeiro | Botafogo     | 2:1       | Alianza Lima |
| No se disputó | Río de Janeiro | Botafogo     | GP:PP     | Millonarios  |

### Grupo 2
| Equipo  | Pts. | PJ | PG | PE | PP | GF | GC | DG  |
| ------- | ---- | -- | -- | -- | -- | -- | -- | --- |
| Peñarol | 4    | 2  | 2  | 0  | 0  | 14 | 1  | 13  |
| Everest | 0    | 2  | 0  | 0  | 2  | 1  | 14 | –13 |

| \| Fecha \| Lugar \| Local \| Resultado \| Visitante \| \| ---------- \| ---------- \| ------- \| --------- \| --------- \| \| 9 de junio \| Guayaquil \| Everest \| 0:5 \| Peñarol \| \| 7 de julio \| Montevideo \| Peñarol \| 9:1 \| Everest \| |            |         |           |           |
| Fecha | Lugar      | Local   | Resultado | Visitante |
| 9 de junio | Guayaquil  | Everest | 0:5       | Peñarol   |
| 7 de julio | Montevideo | Peñarol | 9:1       | Everest   |

### Grupo 3
| Equipo               | Pts. | PJ | PG | PE | PP | GF | GC | DG |
| -------------------- | ---- | -- | -- | -- | -- | -- | -- | -- |
| Boca Juniors         | 6    | 4  | 3  | 0  | 1  | 9  | 6  | 3  |
| Olimpia              | 4    | 4  | 2  | 0  | 2  | 7  | 10 | –3 |
| Universidad de Chile | 2    | 4  | 1  | 0  | 3  | 7  | 7  | 0  |

| \| Fecha \| Lugar \| Local \| Resultado \| Visitante \| \| ----------- \| ------------ \| -------------------- \| --------- \| -------------------- \| \| 7 de abril \| Asunción \| Olimpia \| 1:0 \| Boca Juniors \| \| 14 de abril \| Buenos Aires \| Boca Juniors \| 5:3 \| Olimpia \| \| 26 de junio \| Buenos Aires \| Boca Juniors \| 1:0 \| Universidad de Chile \| \| 17 de julio \| Santiago \| Universidad de Chile \| 4:1 \| Olimpia \| \| 24 de julio \| Asunción \| Olimpia \| 2:1 \| Universidad de Chile \| \| 31 de julio \| Santiago \| Universidad de Chile \| 2:3 \| Boca Juniors \| |              |                      |           |                      |
| Fecha | Lugar        | Local                | Resultado | Visitante            |
| 7 de abril | Asunción     | Olimpia              | 1:0       | Boca Juniors         |
| 14 de abril | Buenos Aires | Boca Juniors         | 5:3       | Olimpia              |
| 26 de junio | Buenos Aires | Boca Juniors         | 1:0       | Universidad de Chile |
| 17 de julio | Santiago     | Universidad de Chile | 4:1       | Olimpia              |
| 24 de julio | Asunción     | Olimpia              | 2:1       | Universidad de Chile |
| 31 de julio | Santiago     | Universidad de Chile | 2:3       | Boca Juniors         |

## Fases finales
Las fases finales estuvieron compuestas por dos etapas: semifinales y final. A los tres clasificados de la fase de grupos se les sumó Santos de Brasil, campeón de la Copa de Campeones de América 1962. En caso de que dos de los participantes pertenecieran al mismo país, ambos debieron enfrentarse en las semifinales, a fin de evitar que pudieran encontrarse en la final.

### Cuadro de desarrollo
|  | Semifinales       | Semifinales       | Semifinales       |   |              | Final                | Final                | Final                |  |
|  | 7 al 28 de agosto | 7 al 28 de agosto | 7 al 28 de agosto |   |              | 4 y 11 de septiembre | 4 y 11 de septiembre | 4 y 11 de septiembre |  |
|  |                   |                   |                   |   |              |                      |                      |                      |  |
|  |                   |                   |                   |   |              |                      |                      |                      |  |
|  | Boca Juniors      | 2                 | 1                 |   |              |                      |                      |                      |  |
|  | Boca Juniors      | 2                 | 1                 |   |              |                      |                      |                      |  |
|  | Peñarol           | 1                 | 0                 |   |              |                      |                      |                      |  |
|  | Peñarol           | 1                 | 0                 |   | Boca Juniors | 1                    | 2                    |                      |  |
|  |                   |                   |                   |   | Boca Juniors | 1                    | 2                    |                      |  |
|  |                   |                   | Santos            | 2 | 3            |                      |                      |                      |  |
|  | Botafogo          | 1                 | Santos            | 2 | 3            | 0                    |                      |                      |  |
|  | Botafogo          | 1                 |                   |   |              | 0                    |                      |                      |  |
|  | Santos            | 1                 | 4                 |   |              |                      |                      |                      |  |
|  | Santos            | 1                 | 4                 |   |              |                      |                      |                      |  |
|  |                   |                   |                   |   |              |                      |                      |                      |  |

- Nota: En cada llave, el equipo que ocupa la primera línea es el que definió la serie como local.

### Semifinales
| 7 de agosto de 1963 | Peñarol              | 1:2 (0:1) | Boca Juniors      | Estadio Centenario, Montevideo                                 |                                                                |
|                     | Magdalena 74' (a.g.) |           | Valentim 27', 88' | Asistencia: 20 000 espectadores Árbitro(s): José Dimas Larrosa | Asistencia: 20 000 espectadores Árbitro(s): José Dimas Larrosa |

| 15 de agosto de 1963 | Boca Juniors   | 1:0 (0:0) | Peñarol | Estadio La Bombonera, Buenos Aires                             |                                                                |
|                      | Sanfilippo 47' |           |         | Asistencia: 45 000 espectadores Árbitro(s): José Dimas Larrosa | Asistencia: 45 000 espectadores Árbitro(s): José Dimas Larrosa |

| 22 de agosto de 1963 | Santos   | 1:1 (0:0) | Botafogo      | Estadio de Pacaembú, São Paulo                                 |                                                                |
|                      | Pelé 90' |           | Jair Bala 69' | Asistencia: 45 000 espectadores Árbitro(s): Eunapio de Queiroz | Asistencia: 45 000 espectadores Árbitro(s): Eunapio de Queiroz |

| 28 de agosto de 1963 | Botafogo | 0:4 (0:3) | Santos                               | Estadio de Maracaná, Río de Janeiro                            |                                                                |
|                      |          |           | Pelé 11', 15', 33' (pen.) · Lima 82' | Asistencia: 65 000 espectadores Árbitro(s): Eunapio de Queiroz | Asistencia: 65 000 espectadores Árbitro(s): Eunapio de Queiroz |

### Final
| Ida; 4 de septiembre de 1963 | Santos                      | 3:2 (3:1) | Boca Juniors        | Estadio de Maracaná, Río de Janeiro                     |                                                         |
|                              | Coutinho 19' 21' · Lima 28' |           | Sanfilippo 43', 89' | Asistencia: 63 376 espectadores Árbitro(s): Marcel Bois | Asistencia: 63 376 espectadores Árbitro(s): Marcel Bois |

| Vuelta; 11 de septiembre de 1963 | Boca Juniors   | 1:2 (0:0) | Santos                  | Estadio La Bombonera, Buenos Aires                      |                                                         |
| | Sanfilippo 47' |           | Coutinho 51' · Pelé 83' | Asistencia: 69 482 espectadores Árbitro(s): Marcel Bois | Asistencia: 69 482 espectadores Árbitro(s): Marcel Bois |
| Primera vez que un mismo equipo gana los partidos de ida y vuelta en una final de Copa Libertadores. Primera vuelta olímpica en La Bombonera por torneos internacionales oficiales (en este caso, la Copa Libertadores). Primera vuelta olímpica de un equipo extranjero en La Bombonera. Cuarta vuelta olímpica que se da en La Bombonera. Tercera vuelta olímpica que se da en la Copa Libertadores. |                |           |                         |                                                         |                                                         |

|                           |
|                           |
| Campeón Santos 2.º título |

## Estadísticas

### Goleadores
| Jugador         | Club         | Goles | PJ |
| --------------- | ------------ | ----- | -- |
| José Sanfilippo | Boca Juniors | 7     | 7  |